# Liste der isländischen Leichtathletikrekorde
Die isländischen Leichtathletik-Landesrekorde sind die Bestleistungen isländischer Athleten, die bei Disziplinen der Leichtathletik aufgestellt worden sind. Die nachfolgenden Listen basieren überwiegend auf Angaben von World Athletics mit Stand vom 30. Juni 2013 (Freiluftrekorde) respektive 31. Januar 2012 (Hallenrekorde).

## Freiluftrekorde

### Männer
| Disziplin            | Leistung | Athlet/Athleten                                                                                           | Datum      | Ort           |
| -------------------- | --- | --- | ---------- | ------------- |
| 100 m                | 10,3 s (ht) F1 | Hilmar Þorbjörnsson                                                                                       | 18.08.1957 | Reykjavík     |
| 100 m                | 10,3 s (ht) F1 | Vilmundur Vilhjálmsson                                                                                    | 10.07.1977 | Selfoss       |
| 100 m                | 10,3 s (ht) F1 | Jón Arnar Magnússon                                                                                       | 13.07.1996 | LaGrange GA   |
| 100 m                | 10,56 s | Jón Arnar Magnússon                                                                                       | 31.05.1997 | Götzis        |
| 200 m                | 21,17 s | Jón Arnar Magnússon                                                                                       | 06.06.1996 | Reykjavík     |
| 400 m                | 45,36 s | Oddur Sigurðsson                                                                                          | 12.05.1984 | Austin TX     |
| 800 m                | 1:48,83 min | Erlingur Jóhannsson                                                                                       | 04.07.1987 | Oslo          |
| 1500 m               | 3:41,65 min | Jón Diðriksson                                                                                            | 31.05.1982 | Rehlingen     |
| 3000 m               | 8:05,63 min | Jón Diðriksson                                                                                            | 28.08.1983 | Köln          |
| 5000 m               | 14:01,99 min | Kári Steinn Karlsson                                                                                      | 26.03.2010 | Stanford CA   |
| 10.000 m             | 29:28,05 min | Kári Steinn Karlsson                                                                                      | 05.04.2008 | Stanford CA   |
| 10.000 m (Straße)    | 30:11 min | Jón Diðriksson                                                                                            | 00.00.1983 | (Deutschland) |
| Halbmarathon         | 1:05:35 h | Kári Steinn Karlsson                                                                                      | 20.08.2011 | Reykjavík     |
| Marathon             | 2:17:12 h | Kári Steinn Karlsson                                                                                      | 25.09.2011 | Berlin        |
| 110 m Hürden         | 13,91 s | Jón Arnar Magnússon                                                                                       | 06.06.1997 | Reykjavík     |
| 400 m Hürden         | 51,17 s | Björgvin Víkingsson                                                                                       | 24.05.2008 | Rehlingen     |
| 3000 m Hindernis     | 8:46,20 min | Sveinn Margeirsson                                                                                        | 12.06.2003 | Borås         |
| Hochsprung           | 2,25 m | Einar Karl Hjartarson                                                                                     | 02.06.2001 | San Marino    |
| Stabhochsprung       | 5,31 m | Sigurður T. Sigurðsson                                                                                    | 31.05.1984 | Lage          |
| Weitsprung           | 8,00 m | Jón Arnar Magnússon                                                                                       | 26.08.1994 | Reykjavík     |
| Dreisprung           | 16,70 m | Vilhjálmur Einarsson                                                                                      | 07.08.1960 | Reykjavík     |
| Kugelstoßen          | 21,26 m | Pétur Guðmundsson                                                                                         | 10.11.1990 | Mosfellsbær   |
| Diskuswurf           | 67,64 m | Vésteinn Hafsteinsson                                                                                     | 31.05.1989 | Selfoss       |
| Hammerwurf           | 74,48 m | Bergur Ingi Pétursson                                                                                     | 25.05.2008 | Hafnarfjörður |
| Speerwurf            | 86,80 m | Einar Vilhjálmsson                                                                                        | 30.08.1992 | Reykjavík     |
| Zehnkampf            | 8.573 Pkt. | Jón Arnar Magnússon                                                                                       | 30.05.1998 | Götzis        |
| Zehnkampf            | 1. Tag: 10,74 s (100 m) – 7,60 m (Weitsprung) – 16,03 m (Kugel) – 2,03 m (Hochsprung) – 47,66 s (400 m) 2. Tag: 14,24 s (110 m Hürden) – 47,82 m (Diskus) – 5,10 m (Stabhochsprung) – 59,77 m (Speer) – 4:46,43 min (1500 m) | |            |               |
| Zehnkampf            | 8583 Pkt. (Wind) | Jón Arnar Magnússon                                                                                       | 05.07.1998 | Reykjavík     |
| Zehnkampf            | unbekannt | |            |               |
| 20-km-Gehen (Straße) | – | |            |               |
| 50-km-Gehen (Straße) | – | |            |               |
| 4 × 100-m-Staffel    | 41,19 s | Nationalstaffel - Ólafur Guðmundsson - Jón Arnar Magnússon - Hörður Gunnarsson - Jóhannes Már Marteinsson | 29.06.1996 | Oordegem      |
| 4 × 400-m-Staffel    | 3:10,36 min | Nationalstaffel - Egill Eiðsson - Guðmundur Skúlason - Þorvaldur Víðir Þórsson - Oddur Sigurðsson         | 31.07.1983 | Edinburgh     |
| 1000-m-Staffellauf   | 1:55,0 min | Nationalstaffel                                                                                           | 02.09.1950 | Oslo          |

### Frauen
| Disziplin            | Leistung | Athletin | Datum      | Ort              |
| -------------------- | --- | --- | ---------- | ---------------- |
| 100 m                | 11,63 s | Sunna Gestsdóttir | 24.07.2007 | Reykjavík        |
| 200 m                | 23,81 s | Guðrún Arnardóttir | 29.06.1997 | Odense           |
| 400 m                | 52,83 s | Guðrún Arnardóttir | 17.08.1997 | London           |
| 800 m                | 2:00,49 min | Aníta Hinriksdóttir | 30.06.2013 | Mannheim         |
| 1500 m               | 4:14,94 min | Ragnheiður Ólafsdóttir | 31.05.1982 | Des Moines IA    |
| 3000 m               | 8:58,00 min | Ragnheiður Ólafsdóttir | 06.05.1987 | Baton Rouge LA   |
| 5000 m               | 15:53,5 min (ht) F1 mx MX | Martha Ernstsdóttir | 04.08.1991 | Essen            |
| 5000 m               | 15:55,91 min | Martha Ernstsdóttir | 30.07.1994 | Hechtel          |
| 8000 m (Straße)      | 27:09 min + F2 | Martha Ernstsdóttir | 18.04.1993 | San Juan         |
| 10.000 m             | 32:47,40 min | Martha Ernstsdóttir | 11.06.1994 | Dublin           |
| 10.000 m (Straße)    | 33:44 min | Martha Ernstsdóttir | 28.03.1992 | Mobile AL        |
| 10 Meilen (Straße)   | 55:13 min | Martha Ernstsdóttir | 08.04.1995 | New York City NY |
| Halbmarathon         | 1:11:40 h | Martha Ernstsdóttir | 18.08.1996 | Reykjavík        |
| Marathon             | 2:35:15 h | Martha Ernstsdóttir | 26.09.1999 | Berlin           |
| 100 m Hürden         | 13,18 s | Guðrún Arnardóttir | 19.05.1996 | Lexington KY     |
| 400 m Hürden         | 54,37 s | Guðrún Arnardóttir | 05.08.2000 | London           |
| 3000 m Hindernis     | 10:42,25 min | Íris Anna Skúladóttir | 21.06.2008 | Tallinn          |
| Hochsprung           | 1,88 m | Þórdís Lilja Gísladóttir | 19.08.1990 | Grimsby          |
| Stabhochsprung       | 4,60 m | Þórey Edda Elísdóttir | 17.07.2004 | Madrid           |
| Weitsprung           | 6,36 m | Hafdís Sigurðardóttir | 23.05.2013 | Akureyri         |
| Dreisprung           | 13,18 m | Sigríður Anna Guðjónsdóttir                                                                                                 | 28.06.1997 | Odense           |
| Kugelstoßen          | 16,33 m | Guðbjörg Hanna Gylfadóttir                                                                                                  | 17.05.1992 | Starkville MS    |
| Diskuswurf           | 53,86 m | Guðrún Ingólfsdóttir | 07.05.1982 | Reykjavík        |
| Hammerwurf           | 54,19 m | Sandra Pétursdóttir | 28.03.2009 | Reykjavík        |
| Speerwurf            | 62,77 m | Ásdís Hjálmsdóttir | 07.08.2012 | London           |
| Siebenkampf          | 5.878 Pkt. | Helga Margrét Þorsteinsdóttir                                                                                               | 24.06.2009 | Kladno           |
| Siebenkampf          | 1. Tag: 14,19 s (100 m Hürden) – 1,73 m (Hochsprung) – 14,09 m (Kugel) – 24,77 s (200 m) 2. Tag: 5,78 m (Weitsprung) – 40,17 m (Speer) – 2:16,40 min (800 m) | |            |                  |
| 20-km-Gehen (Straße) | | |            |                  |
| 50-km-Gehen (Straße) | | |            |                  |
| 4 × 100-m-Staffel    | 45,71 s | Nationalstaffel - Geirlaug Geirlaugsdóttir - Sunna Gestsdóttir - Helga Halldórsdóttir - Guðrún Arnardóttir                  | 28.06.1996 | Fana             |
| 4 × 400-m-Staffel    | 3:38,96 min | Nationalstaffel - Geirlaug Geirlaugsdóttir - Helga Halldórsdóttir - Sunna Gestsdóttir - Guðrún Arnardóttir                  | 29.06.1996 | Fana             |
| 1000-m-Staffellauf   | 2:13,78 min | Sveit ÍR - Dóróthea Jóhannesdóttir - Arna Stefanía Guðmundsdóttir - Kristín Birna Ólafsdóttir - Hrafnhild Eir Hermóðsdóttir | 14.08.2010 | Sauðárkrókur     |

## Hallenrekorde

### Männer
| Disziplin         | Leistung | Athlet/Athleten                                                                                        | Datum      | Ort            |
| ----------------- | --- | --- | ---------- | -------------- |
| 50 m              | 5,6 s (ht) F1 | Vilmundur Vilhjálmsson                                                                                 | 31.12.1973 | unbekannt      |
| 50 m              | 5,6 s (ht) F1 | Einar Þór Einarsson                                                                                    | 16.02.1991 | Reykjavík      |
| 50 m              | 5,6 s (ht) F1 | Einar Þór Einarsson                                                                                    | 13.02.1993 | Reykjavík      |
| 50 m              | 5,93 s | Jóhannes Már Marteinsson                                                                               | 24.01.1999 | Reykjavík      |
| 60 m              | 6,5 s (ht) F1 | Bjarni Þór Traustason                                                                                  | 15.03.1997 | Reykjavík      |
| 60 m              | 6,80 s | Einar Þór Einarsson                                                                                    | 06.02.1993 | Malmö          |
| 200 m             | 21,65 s | Óli Tómas Freysson                                                                                     | 24.02.2008 | Reykjavík      |
| 300 m             | 34,64 s | Trausti Stefánsson                                                                                     | 14.01.2012 | Reykjavík      |
| 400 m             | 47,64 s A F3 OT F4 | Oddur Sigurðsson                                                                                       | 02.03.1985 | Flagstaff AZ   |
| 400 m             | 48,03 s | Kolbeinn Höður Gunnarsson                                                                              | 27.01.2013 | Reykjavík      |
| 600 m             | 1:20,86 min | Ólafur Konráð Albertsson                                                                               | 19.12.2009 | Reykjavík      |
| 800 m             | 1:51,07 min | Björn Margeirsson                                                                                      | 28.01.2006 | Reykjavík      |
| 1000 m            | 2:24,52 min | Björn Margeirsson                                                                                      | 02.02.2006 | Stockholm      |
| 1500 m            | 3:45,6 min (ht) F1 | Jón Diðriksson                                                                                         | 01.03.1980 | Sindelfingen   |
| 1500 m            | 3:46,25 min | Björn Margeirsson                                                                                      | 04.03.2007 | Birmingham     |
| 1 Meile           | 4:12,43 min | Björn Margeirsson                                                                                      | 31.01.2008 | Reykjavík      |
| 2000 m            | 8:10,94 min | Björn Margeirsson                                                                                      | 19.12.2005 | Reykjavík      |
| 3000 m            | 8:10,94 min | Kári Steinn Karlsson                                                                                   | 21.01.2007 | Reykjavík      |
| 5000 m            | 14:03,06 min | Kári Steinn Karlsson                                                                                   | 27.02.2010 | Seattle WA     |
| 5000 m            | 14:34,03 min | Kári Steinn Karlsson                                                                                   | 28.12.2013 | Reykjavík      |
| 60 m Hürden       | 7,98 s | Jón Arnar Magnússon                                                                                    | 13.02.2000 | Reykjavík      |
| Hochsprung        | 2,28 m | Einar Karl Hjartarson                                                                                  | 18.02.2001 | Reykjavík      |
| Stabhochsprung    | 5,30 m | Sigurður T. Sigurðsson                                                                                 | 18.03.1984 | Sankt Augustin |
| Weitsprung        | 7,82 m | Jón Arnar Magnússon                                                                                    | 05.03.2000 | Reykjavík      |
| Dreisprung        | 15,27 m | Kristinn Torfason                                                                                      | 23.01.2011 | Reykjavík      |
| Standhochsprung   | 1,85 m | Sigurður Matthíasson                                                                                   | 26.01.1985 | Selfoss        |
| Standweitsprung   | 3,45 m | Flosi Jónsson                                                                                          | 23.01.1993 | Reykjavík      |
| Standdreisprung   | 10,17 m | Gunnlaugur Grettisson                                                                                  | 25.01.1986 | Reykjavík      |
| Kugelstoßen       | 20,66 m | Pétur Guðmundsson                                                                                      | 03.11.1990 | Reykjavík      |
| Siebenkampf       | 8.573 Pkt. | Jón Arnar Magnússon                                                                                    | 06.03.1999 | Maebashi       |
| Siebenkampf       | 1. Tag: 6,99 s (60 m) – 7,69 m (Weitsprung) – 16,08 m (Kugel) – 2,02 m (Hochsprung) 2. Tag: 8,09 s (60 m Hürden) – 5,00 m (Stabhochsprung) – 2:39,55 min (1000 m) | |            |                |
| 4 × 200-m-Staffel | 1:28,71 min | Sveit ÍR - Ívar Kristinn Jasonarson - Juan Ramon Borges Bosson - Helgi Björnsson - Einar Daði Lárusson | 15.01.2011 | Reykjavík      |
| 4 × 400-m-Staffel | 3:19,11 min | Sveit ÍR - Helgi Björnsson - Snorri Sigurðsson - Einar Daði Lárusson - Ívar Kristinn Jasonarson        | 18.02.2012 | Reykjavík      |

### Frauen
| Disziplin               | Leistung                                                                                          | Athlet/Athleten | Datum      | Ort              |
| ----------------------- | ------------------------------------------------------------------------------------------------- | --- | ---------- | ---------------- |
| 50 m                    | 6,2 s (ht) F1                                                                                     | Geirlaug B. Geirlaugsdóttir                                                                                                 | 27.01.1995 | unbekannt        |
| 50 m                    | 6,2 s (ht) F1                                                                                     | Geirlaug B. Geirlaugsdóttir                                                                                                 | 20.01.1996 | Reykjavík        |
| 50 m                    | 6,50 s                                                                                            | Guðrún Arnardóttir | 24.01.1999 | Reykjavík        |
| 60 m                    | 7,54 s                                                                                            | Geirlaug B. Geirlaugsdóttir                                                                                                 | 09.03.1996 | Stockholm        |
| 200 m                   | 23,79 s                                                                                           | Silja Úlfarsdóttir | 12.03.2004 | Fayetteville AR  |
| 300 m                   | 38,29 s                                                                                           | Silja Úlfarsdóttir | 06.12.2003 | Clemson SC       |
| 400 m                   | 53,14 s                                                                                           | Guðrún Arnardóttir | 26.02.2000 | Gent             |
| 600 m                   | 1:27,73 min                                                                                       | Aníta Hinriksdóttir | 19.12.2012 | Reykjavík        |
| 800 m                   | 2:01,81 min                                                                                       | Aníta Hinriksdóttir | 19.01.2014 | Reykjavík        |
| 1000 m                  | 2:43,22 min                                                                                       | Aníta Hinriksdóttir | 15.12.2012 | Reykjavík        |
| 1500 m                  | 4:19,31 min                                                                                       | Aníta Hinriksdóttir | 26.01.2014 | Reykjavík        |
| 1 Meile                 | 4:41,83 min                                                                                       | Ragnheiður Ólafsdóttir | 14.02.1988 | Fairfax VA       |
| 3000 m                  | 9:07,02 min                                                                                       | Ragnheiður Ólafsdóttir | 12.03.1988 | Oklahoma City OK |
| 2 Meilen                | 10:02,9 min (ht) F1                                                                               | Ragnheiður Ólafsdóttir | 31.12.1984 | unbekannt        |
| 5000 m                  | 17:25,35 min                                                                                      | Fríða Rún Þórðardóttir | 04.02.1994 | Bloomington IN   |
| 50 m Hürden (33 inches) | 6,89 s                                                                                            | Guðrún Arnardóttir | 05.03.2000 | Reykjavík        |
| 50 m Hürden (30 inches) | 7,7 s (ht) F1                                                                                     | Stella Ólafsdóttir | 11.02.1996 | Reykjavík        |
| 60 m Hürden             | 8,31 s                                                                                            | Guðrún Arnardóttir | 25.02.1996 | Lexington KY     |
| 60 m Hürden             | 8,31 s                                                                                            | Guðrún Arnardóttir | 26.02.2000 | Gent             |
| Hochsprung              | 1,88 m                                                                                            | Þórdís Lilja Gísladóttir | 12.03.1983 | Pontiac MI       |
| Stabhochsprung          | 4,51 m                                                                                            | Þórey Edda Elísdóttir | 10.03.2001 | Fayetteville AR  |
| Weitsprung              | 6,45 m                                                                                            | Hafdís Sigurðardóttir | 23.02.2014 | Reykjavík        |
| Dreisprung              | 12,83 m                                                                                           | Sigríður Anna Guðjónsdóttir                                                                                                 | 02.03.1997 | Malmö            |
| Standhochsprung         | 1,44 m                                                                                            | Karitas Jónsdóttir | 14.01.1989 | Reykjavík        |
| Standweitsprung         | 2,83 m                                                                                            | Guðrún Arnardóttir | 19.03.1988 | Reykjavík        |
| Standweitsprung         | 2,83 m                                                                                            | Guðrún Arnardóttir | 19.03.1989 | Laugarvatn       |
| Standdreisprung         | 8,28 m                                                                                            | Íris Inga Grönfeldt | 28.02.1988 | Borgarnes        |
| Standdreisprung         | 8,28 m                                                                                            | Þóra Einarsdóttir | 29.12.1990 | Akureyri         |
| Kugelstoßen             | 15,64 m                                                                                           | Guðrún Ingólfsdóttir | 31.03.1982 | Reykjavík        |
| Fünfkampf               | 4298 Pkt.                                                                                         | Helga Margrét Þorsteinsdóttir                                                                                               | 04.02.2012 | Tallinn          |
| Fünfkampf               | 9,03 s (60 m) – 1,74 m (Hochsprung) – 14,74 m (Kugel) – 5,59 m (Weitsprung) – 2:12,97 min (800 m) | |            |                  |
| 4 × 200-m-Staffel       | 1:41,49 min                                                                                       | Sveit ÍR - Arna Stefanía Guðmundsdóttir - Dóróthea Jóhannesdóttir - Hrafnhild Eir Hermóðdóttir - Jóhanna Kristín Jóhadóttir | 15.01.2011 | Reykjavík        |
| 4 × 400-m-Staffel       | 3:49,12 min                                                                                       | Sveit ÍR - Arna Stefanía Guðmundsdóttir - Björg Gunnarsdóttir - Dóróthea Jóhannesdóttir - Aníta Hinriksdóttir               | 10.02.2013 | Reykjavík        |

## Bemerkungen